# ایندی پاپ
ایندی پاپ (به انگلیسی: Indie pop) سبکی از موسیقی آلترنتیو راک است که به عنوان موسیقی آلترنتیو هم شناخته می‌شود و سبکی از موسیقی راک است که در دههٔ ۱۹۸۰ در بریتانیا به‌وجود آمد. ریشهٔ این سبک از موسیقی را می‌توان نخستین بار در آثار گروه‌های موسیقی سبک پست-پانک مانند اسمیتز یافت.